# Tegueste (Mencey)
Pour les articles homonymes, voir Tegueste.
Tegueste ou Tegueste II est un roi guanche des îles Canaries du Menceyato de Tegueste à Tenerife.
En 1494, à l'arrivée des conquistadors menés par Alonso Fernández de Lugo, Tegueste s'est allié avec le roi Bencomo pour repousser l'invasion, en participant activement à des affrontements ultérieurs. Le roi Tegueste prit avec lui quelque 1200 guerriers.
Au début de 1495 un groupe de soldats castillans fait un assaut sur La Laguna à la recherche de bétail. Là, une femme guanche les a informé qu'une épidémie frappait les guanches. Les conquistadors ont fait une reconnaissance par la vallée de Tegueste, et saisi le butin gagné dans le ravin Tejina. Quand ils sont revenus à La Laguna, ils étaient entourés par Tegueste et Zebenzuí à l'endroit connu sous le nom de Las Peñuelas, où les conquistadors ont été vaincus. Gonzalo del Castillo (qui a dirigé les soldats castillans) a été fait prisonnier et envoyé par Tegueste à Bencomo de Taoro.
Au printemps de 1496, après les défaites de La Laguna et Acentejo et la perte des principaux rois guanches (Bencomo, Tinguaro et Bentor), Tegueste a cédé ses menceyatos aux Européens dans l'acte de soumission connu sous le nom de Paz de Los Realejos. Cette même année, il a été emmené sur la péninsule par le capitaine conquistador avec six autres menceyes pour être présenté à la cour des Rois Catholiques. Aucune autre information sur son sort n'est connue, certains historiens pensent qu'il a été réduit en esclavage pour avoir participé à la guerre, alors que d'autres pensent que, sous la protection des monarques, il aurait pu être libéré et placé sous tutelle, bien que loin de l'île. Il est également possible qu'il soit le roi donné à la république de Venise par les rois catholiques en 1496.

## Autres rois de Tenerife

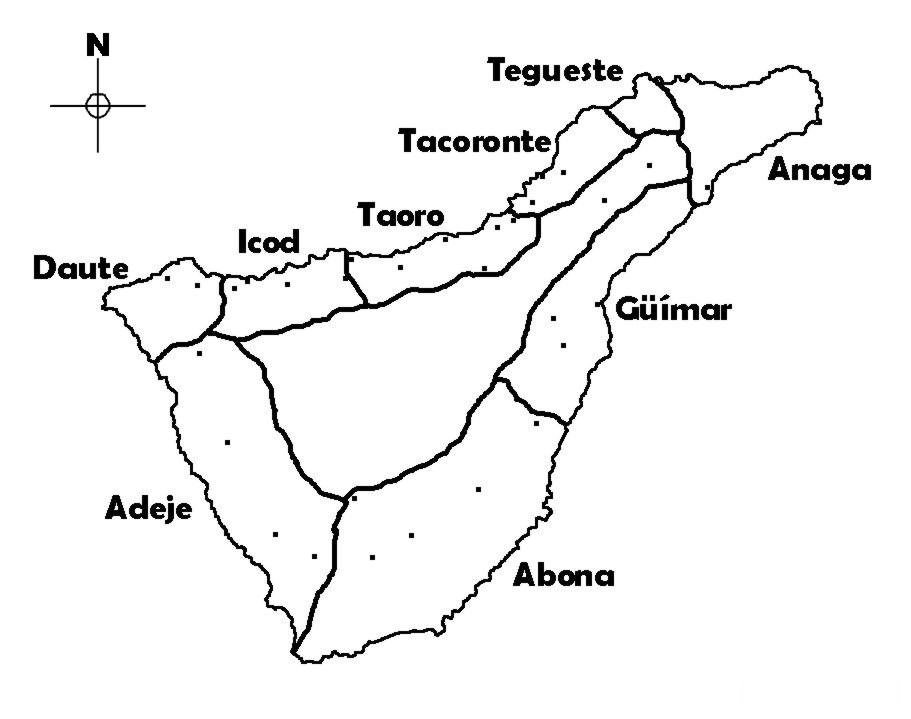
Menceyatos de Tenerife

Cent ans avant la conquête, Tinerfe régnait sur toute l'île unifiée de Tenerife.
À l'époque de la conquête espagnole, l'île de Tenerife comptait 8 autres menceyes :
- Acaimo (Menceyato de Tacoronte).
- Adjoña : (Menceyato de Abona).
- Añaterve : (Menceyato de Güímar).
- Bencomo : (Menceyato de Taoro) - puis Bentor, à la mort de Bencomo.
- Beneharo : (Menceyato de Anaga).
- Pelicar : (Menceyato de Adeje).
- Pelinor : (Menceyato de Icode).
- Romen : (Menceyato de Daute).